# Ilona Nagy
Ilona Nagy   (Budapest, 21 de gener de 1951) és una ex-jugadora d'handbol hongaresa que va competir la dècada de 1970.
El 1976 va prendre part en els Jocs Olímpics de Mont-real, on guanyà la medalla de bronze en la competició d'handbol.
En el seu palmarès també destaquen dues medalles de bronze al Campionat del món d'handbol, el 1975 i 1978. Durant la seva carrera esportiva jugà un total de 113 partits amb la selecció nacional. A nivell de clubs jugà al Csepel SC.